# 로이 토머스
로이 윌리엄 토머스 주니어(영어: Roy William Thomas, Jr., 1940년 11월 22일 ~ )는 미국의 만화가이다. 만화 황금시대 스탠 리, 잭 커비 등과 같이 마블 코믹스의 작품을 썼다.